# Katariina
Katariina ist ein weiblicher Vorname.

## Herkunft und Bedeutung
Der Name ist die finnische und estnische Variante von Katharina. Weitere Varianten sind Katriina (finnisch) und Kadri, Katrin (estnisch).

## Bekannte Namensträgerinnen
- Katariina Johanna Kovalainen (* 1975), finnische Eishockeyspielerin
- Katariina Jagellonica (1526–1583), polnisch-litauische Prinzessin aus dem Adelsgeschlecht der Jagiellonen